# Výstava soudobé kultury v Československu

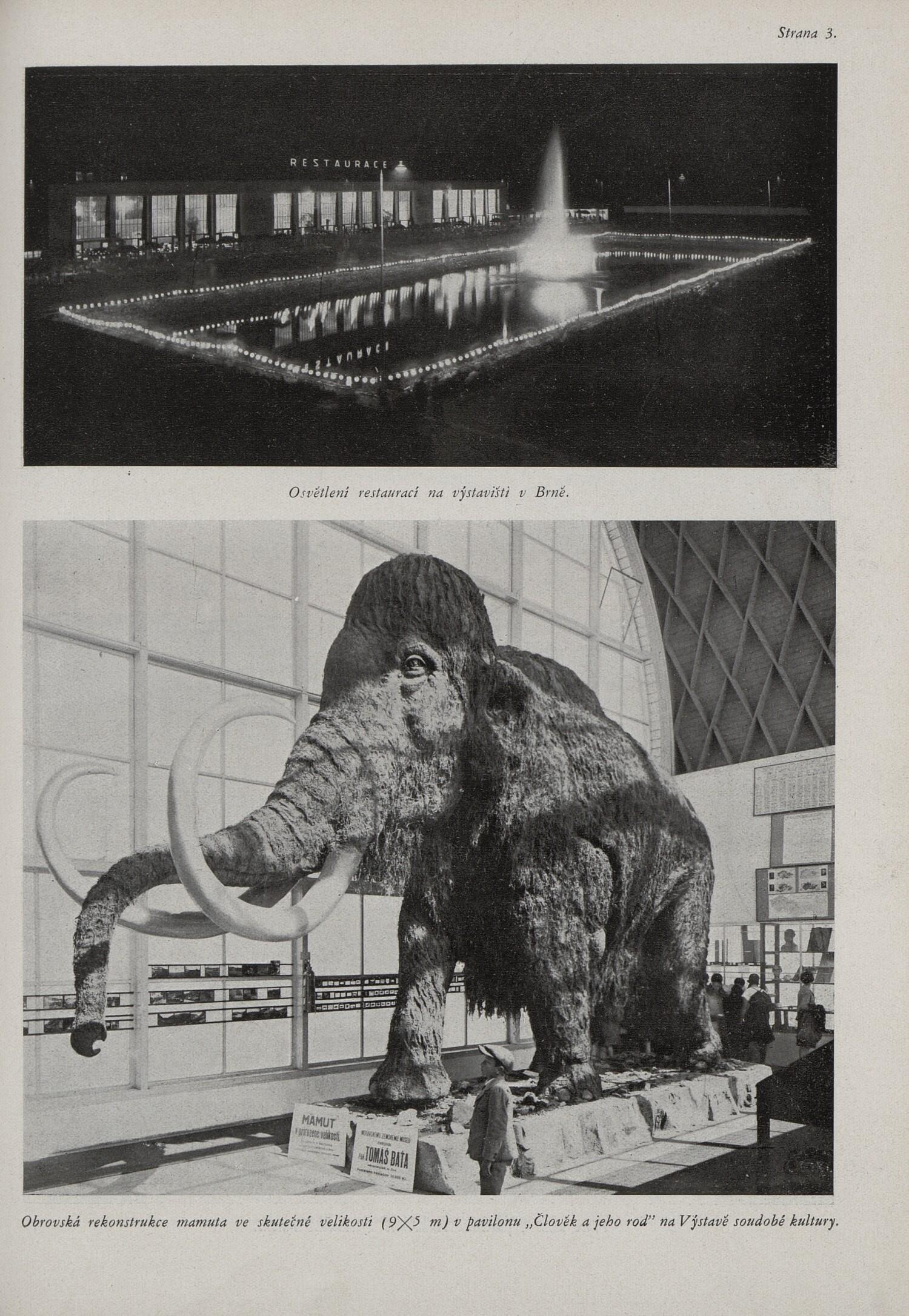
Výstava soudobé kultury v Československu, 1928

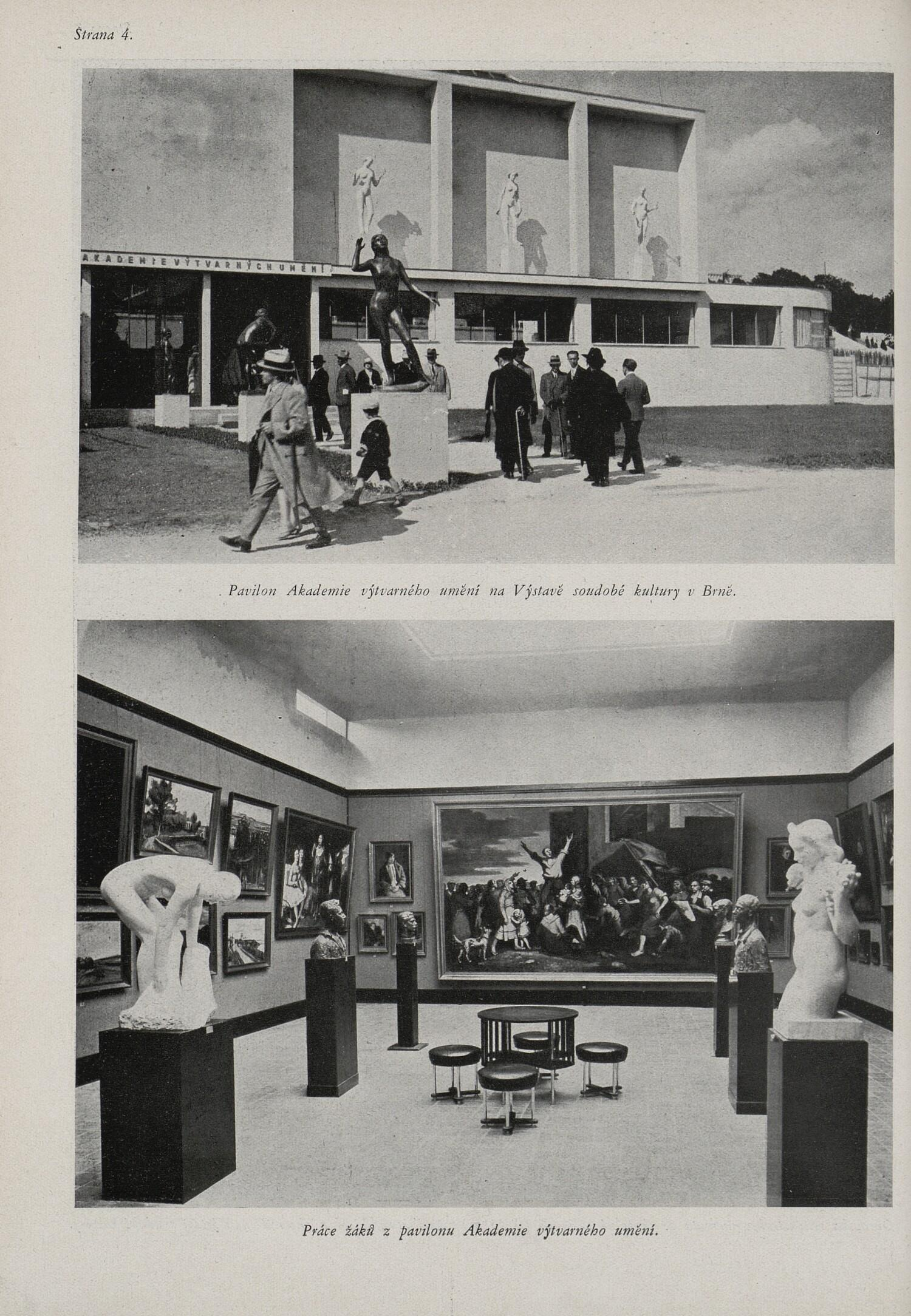
Výstava soudobé kultury v Československu, 1928

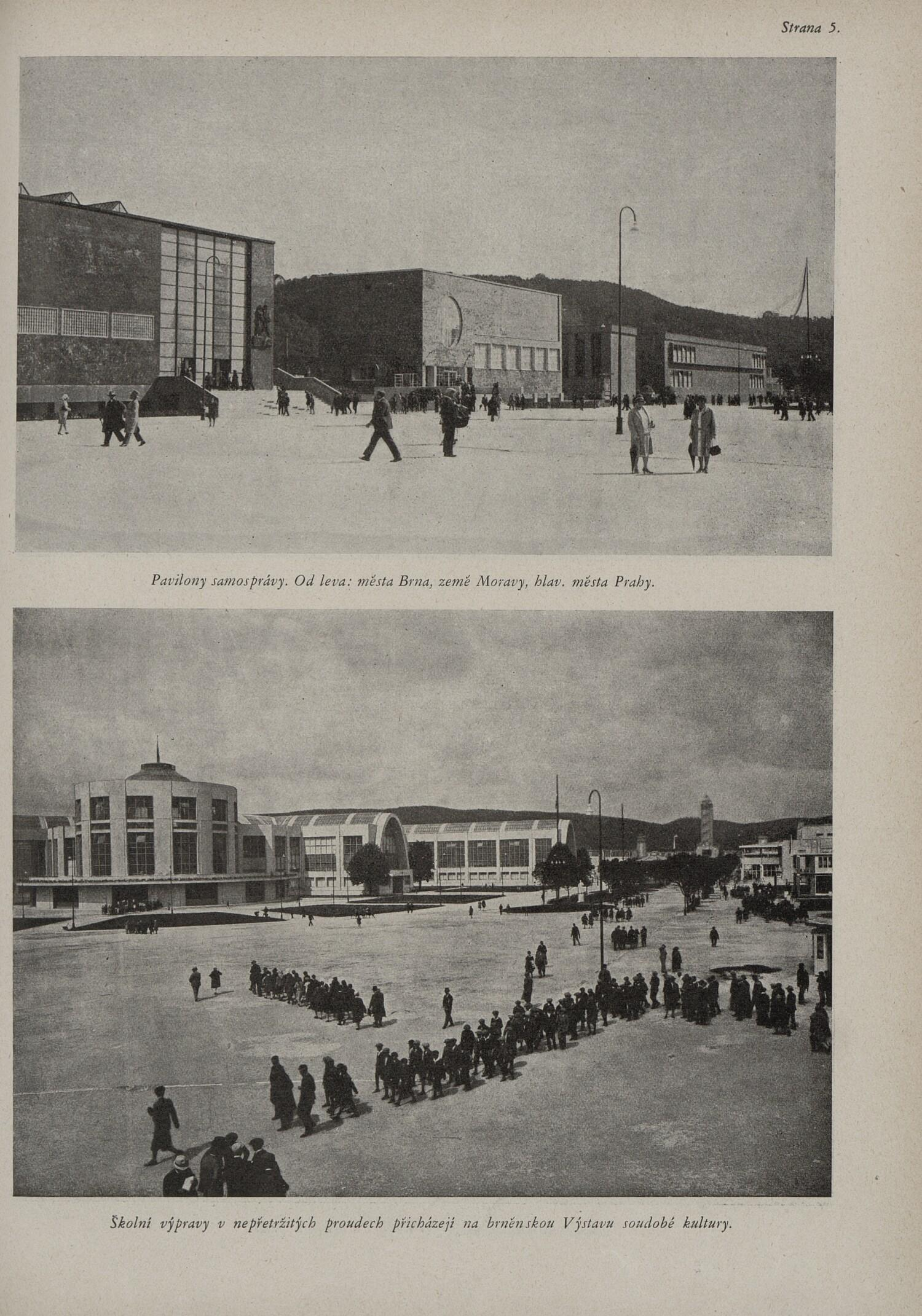
Výstava soudobé kultury v Československu, 1928

Výstava soudobé kultury v Československu se uskutečnila od 26. května 1928 do září 1928 na nově zbudovaném Brněnském výstavišti. Byla oslavou a prezentací úspěchů československého státu za prvních 10 let jeho existence. Akce se uskutečnila na ploše o rozloze 30 000 m2 v celkem sedmdesáti pavilonech. 

## Příprava a areál
O velkolepé výstavě, která by se uskutečnila k 10 letům od vzniku ČSR již uvažoval v roce 1924 Jan Máša, náměstek brněnského primátora. Rozhodnutí, že se výstava uskuteční, padlo dne 14. května 1926.
Právě pro potřeby této výstavy vzniklo brněnské výstaviště ve své původní funkcionalistické podobě podle návrhu Josefa Kalouse, Emila Králíka a Jaroslava Valenty. Středem pozornosti byl dnešní Pavilon A, známý pod názvem Obchodně-průmyslový palác. Jeho výstavba musela být urychlena, stejně jako realizace celého výstaviště, a to kvůli termínu zahájení.
Jednotlivé pavilony výstaviště byly pro potřebu veletrhu navrženy tehdy známými architekty: Bohuslavem Fuchsem navrhl hned několik staveb (do dnešní doby se zachovala jediná, a to pavilon města Brna), Pavilon AVU zase navrhl známý český architekt Josef Gočár. Exponáty výstavy bylo i několik moderních domů ve svahu nad výstavištěm. V jižní straně u vchodové brány se nacházely tři funkcionalistické pavilony s cihlovými stěnami: Pavilon města Brna, Pavilon Morava a Pavilon města Prahy. Většina výstavních pavilonů se soustředila u hlavní výstavní třídy, která vede v ose západ-východ.
Výstavu propagovaly československé zastupitelské úřady v zahraničí a oslovena byla i velvyslanectví různých zemí v Československu. Někteří státní dopravci poskytli slevy na jízdenky, aby se mohli jejich občané na výstavu do Brna vypravit (Jugoslávie, Itálie, Německo). Mezi veřejností se rozšířily obavy, že výstava je předražená a že její otevření bude kvůli hektické výstavbě areálu odloženo; otevřena však byla nakonec včas. 

## Průběh
Samotná výstava byla rozdělena na osm částí a 26 výstavních oborů. Tyto části nesly názvy:
1. Školství obecné, střední, zemědělské, odborné a umělecko-průmyslové
2. Věda, duchová a technická kultura a školství vysoké (Pavilon národního školství)
3. Umění
4. Umělecký průmysl
5. Samospráva (v rámci této části byly otevřeny Pavilon Brno, Pavilon Morava a Pavilon města Prahy).
6. Zemědělství a zahradnictví
7. Radio a kino (v rámci této části bylo zprovozněno Veletržní kino).

Celý areál výstaviště byl ve své původní podobě představen ve funkcionalistickém stylu; s řadami budov, které se do současné doby již vůbec nedochovaly. V rámci veletrhu se uskutečnila také výstava s názvem Nový dům, v rámci níž bylo vybudováno 16 vzorových domů v Pisárkách. Na veletrhu se prezentovaly i národnostní menšiny v ČSR, například i německý spolek v pavilonu Werkbund. 
Výstava byla zahájena dne 26. května 1928 za přítomnosti nejvyšších představitelů ČSR (vládní delegace, poslanecké delegace, prezidenta republiky a diplomatického sboru). Nad výstavou převzal záštitu prezident republiky Tomáš Garrigue Masaryk, který ji také později navštívil. 
Samotnou výstavu navštívilo 2,7 milionů lidí, v rámci výstavy se uskutečnily různé tematické dny, které pořádaly státní organizace i politické strany. 
Mezi jednotlivými exponáty, které byly představovány, byl například i československý automobil Zetka, vyrobený v Brně, nebo exponát mamuta. Hlavní myšlenkou bylo, aby vystavované exponáty vznikly v ČSR. 